# 국립신죽고등학교
국립신죽고등학교(중국어: 國立新竹高級中學)는 중화민국 신주시 둥구에 위치한 공립 고등학교이다.
원래는 남자 고등학교였지만, 1998년 음악반에 여학생을 입학시키기 시작했다.

## 역사
1922년 4월 1일에 신죽현립신죽고등학교가 설립되었다. 1945년 제2차 세계 대전 이후 타이완지방신죽고등학교(Taiwan Provincial Hsinchu High School)로 개칭되었다. 1968년 7월, 의무교육이 9년으로 연장된 후, 타이완지방신죽고등학교(Taiwan Provincial Hsinchu Senior High School)로 개칭되었고, 2000년 2월 1일에 국립신죽고등학교로 개칭되었다.
1945년에 재건된 후 HCHS는 6년제 고등학교였고, 3년제 초중과 3년제 고중으로 나뉘었다. 그러나 1957년에 초중은 사라지고, 현재 고중만 남아있다. 1987년 HCHS는 수학과 과학 영재반, 1998년 음악 영재반, 2004년 언어와 문학 영재반을 설립했다.

## 건물 및 시설
HCHS의 크기는 10헥타르이며, 학생 활동 센터, 체육관, 수영장, 운동장, 스포츠 코트를 갖추고 있다. 이외에도 과학실험실, 가정학 교실, 생명기술 프로그램을 위한 자동화 실험실, 미술 교실과 음악 교실, 컴퓨터 교실, 멀티미디어 언어 교실 등이 있다. 캠퍼스에는 멀리 사는 학생들을 수용하기 위한 남녀 기숙사가 있다.

## 여담
- 1986년 노벨상을 수상한 리위안저는 감사의 표시로 이를 복제하여 학교에 기증했다.
- 역사가 긴 고등학교이기에, 일제 시대의 일본 물건들이 도서관에 남아있다.

## 자매 학교
- 대한민국 경기북과학고등학교, 2006년
- 일본 히로시마 미요시 고등학교, 2009년
- 대한민국 중앙고등학교, 2011년

## 같이 보기
- 경기북과학고등학교